# Hamm-Pelkum
| Wappen                         | Karte                                          |
| ------------------------------ | ---------------------------------------------- |
|                                | Lage der kreisfreien Stadt Hamm in Deutschland |
| Basisdaten                     |                                                |
| Bundesland:                    | Nordrhein-Westfalen                            |
| Regierungsbezirk:              | Arnsberg                                       |
| Landschaftsverband:            | Westfalen-Lippe                                |
|                                | Regionalverband Ruhr                           |
| Kreis:                         | Stadtbezirk der kreisfreien Stadt Hamm         |
| Geographische Lage:            | 51° 38′ N, 7° 45′ O                            |
| Höhe:                          | 61,87 m ü. NN                                  |
| Fläche:                        | 30,19 km²                                      |
| Eingemeindung Pelkums:         | 1. Januar 1975                                 |
| Postleitzahl:                  | 59077                                          |
| Vorwahlen:                     | 02307, 02381, 02383, 02385, 02389              |
| Kfz-Kennzeichen:               | HAM                                            |
| Bezirksgliederung:             | Unterbezirke                                   |
| Adresse der Bezirksvertretung: | Kamener Str. 177 59077 Hamm                    |
| Politik                        |                                                |
| Bezirksvorsteher:              | Axel Püttner (SPD)                             |
| Bevölkerung                    |                                                |
| Einwohner:                     | 19.223 (Stand: 31. Dezember 2017)              |
| Bevölkerungsdichte:            | 637 Einwohner je km²                           |
| Ausländeranteil:               | 12,9 % (31. Dezember 2017)                     |

Hamm-Pelkum ist ein Stadtbezirk der Stadt Hamm. Er hat 19.223 Einwohner und umfasst eine Fläche von 30,19 km². Dies entspricht einer Einwohnerdichte von 637 Einwohnern je km².

## Geographische Lage
Pelkum liegt im Herzen Westfalens auf der Südseite der Lippe. Das Gebiet des Stadtbezirks wird begrenzt durch die Stadtbezirke Herringen und Mitte im Norden sowie Rhynern im Osten. Im Süden schließt sich die Gemeinde Bönen an, im Westen die Städte Kamen und Bergkamen. Zu dem Stadtbezirk Pelkum gehören weiterhin die Ortsteile Kirchspiel, Westerheide, Lerche, Neustadt, Wiescherhöfen, Selmigerheide und Weetfeld.

## Geschichte
Pelkum ging aus dem seit 1018 existierenden Schulzenhof der Abtei (Deutz) hervor. Nach Säkularisation und napoleonischer Besatzung wurde es der preußischen Provinz Westfalen zugeordnet und zum Amt Pelkum. Dieses umfasste Herringen, Bergkamen, Heil, Overberge und Rünthe. Damit war es zeitweilig das größte Amt in der Provinz Westfalen. Das Amt wies seit der Zeit seiner Entstehung verschiedene Dienstsitze auf, bevor ab 1906 das Amtshaus bezogen wurde. Der Ort entwickelte sich ab 1900 mit einsetzendem Bergbau und beginnender Industrialisierung der Region zu einem Industrieort am östlichen Rand des Ruhrgebiets.
Im Rahmen des Ruhraufstandes 1920, der dem Kapp-Putsch folgte, kam es in Hamm und Pelkum zu Kämpfen zwischen dem Freikorps Epp und Arbeitern. Am 1. April 1920 fand die Schlacht bei Pelkum statt. 150 bis 300 Arbeiter aus Hamm und anderen Orten des Ruhrgebiets wurden von Epps Truppen in Pelkum und Hamm brutal ermordet. Darunter auch „zehn Rote-Kreuzschwestern“. Auf dem Friedhof in Pelkum befindet sich ein Massengrab und ein Gedenkstein an die Opfer.
Am 30. Juni 1965 wurde die Gemeinde Herringen aus dem Amt ausgegliedert, am 31. Dezember 1965 folgten die Gemeinden Bergkamen, Heil, Overberge und Rünthe. Bereits zwei Jahre später wurden die Gemeinden Herringen, Lerche, Pelkum, Sandbochum, Weetfeld und Teile von Wiescherhöfen am 1. Januar 1968 zur neuen Großgemeinde Pelkum zusammengeschlossen. Diese 40,65 km² große Gemeinde mit 25.337 Einwohnern wurde durch die Gemeindegebietsreform zum 1. Januar 1975 wieder aufgelöst und in die Stadt Hamm eingemeindet. Bis zum 31. Dezember 1974 gehörten Pelkum und Herringen zum Kreis Unna.

## Politik

### Wappen
Das Wappen von Pelkum zeigt auf goldenem Grund eine rote Haile, welche manchmal auch als Gürtelschließe gedeutet wird, die Spitze des Schildes wird vom dreireihigen märkischem Schachbalken gefüllt.

## Sehenswürdigkeiten und Naherholung
Das Jagdschloss Haus Reck in Lerche an der Grenze zur Stadt Bergkamen ist eines der ältesten Gebäude im Stadtgebiet. Nahe dem Gut Nordhof befindet sich das Bodendenkmal „Im Bremmen“, eine Erdhügelburg. Denkmalgeschützt ist die Jakobuskirche.
Im Selbachpark im Stadtteil Pelkum befindet sich unter anderem ein Wellenbad. Der größte Teil der Kissinger Höhe befindet sich im Stadtteil Wiescherhöfen und gehört zum Lippepark Hamm. Ebenfalls befindet sich der Friedrich-Ebert-Park teilweise im Stadtbezirk.
Am Kreisverkehr Kamener Straße / Alte Landwehrstraße steht die Kunstfigur Gerda.

## Verkehr
Es besteht Anschluss an das deutsche Autobahnnetz über die Anschlussstellen der A 1 Hamm/Bergkamen und der A 2 Bönen. Bahnanschluss gibt es über den Haltepunkt Nordbögge (Ri Dortmund und Hamm) in Bönen-Nordbögge und den Hauptbahnhof Hamm. Der Stadtbezirk ist eingebunden in das Stadtbusnetz von Hamm. Außerdem besteht mittelbar Anschluss an das Wasserstraßennetz durch den Stadthafen Hamm.

## Öffentliche Einrichtungen
Im Stadtbezirk liegen das Freibad Selbachpark (Wellenbad), ein Jugendzentrum, drei Grundschulen, zwei Hauptschulen, ein Gymnasium sowie die Freie Waldorfschule.

## Blowout-Ereignis am 6. Juni 2018
Bei Bohrungen für ein Geothermieprojekt wurde in 80 Metern Tiefe eine Methangastasche angebohrt. Über hundert Menschen mussten vorübergehend aus dem Bereich evakuiert werden. Das Gas wurde schließlich über eine Schlauchleitung auf ein benachbartes Feld geleitet und konnte ausströmen, bis die Tasche nach zwei Tagen leer war. Der Verdacht, dass ein Grubenhohlraum aus der Steinkohlebergbauvergangenheit des Ortes angebohrt wurde, hat sich nicht bestätigt, da der Steinkohlenbergbau viel tiefer umging.

## Trivia
Im FC Pelkum begann Horst Hrubesch bis 1971 seine Karriere als Fußballspieler.
Der Schützenverein 1823 Pelkum e. V. ist derzeit der älteste Schützenverein in Hamm.